# Ethereal Pandemonium
Ethereal Pandemonium byla slovenská black/doom metalová hudební skupina existující v letech 1996 až 2008.

## Historie
Kapela vznikla v srpnu 1996 v Bratislavě pod původním názvem Tombfield. Na jaře 1997 se skupina pojmenovává jako Ethereal Pandemonium. Mezi vzory metalového stylu kapely patřila mimo jiné britská skupina Cradle of Filth. Autorem textů skladeb byl její frontman Vidar. Od roku 2000 kapela zařadila do svého repertoáru žánrové prvky death/doomu a začala používat stylový gotický corpse paint.
V srpnu 2005 se kapela zúčastnila heavy metalového festivalu Brutal Assault tehdy konaném ve Svojšicích u Přelouče. Kapela ukončila svoji činnost po svém rozpadu v roce 2008.

## Diskografie
Studiová alba
- A Winter Solstice Eve (1998)
- Arcanum Lunae (2000)
- jesus.christ@hell.com (2002)
- Lost 'n' Sound (2007)

Split nahrávky
- Split Promo Tape 98 (1998) – split audiokazeta společně s bratislavskou kapelou Azathoth